# Henri-Georges Adam
Henri-Georges Adam (ur. 14 stycznia 1904 w Paryżu, zm. 27 sierpnia 1967 w La Clarté en Perros-Guirec w Bretanii) – francuski rzeźbiarz i grafik.

## Życiorys
Początkowo praktykował w pracowni swojego ojca złotnika. Studiował w École des Beaux-Arts w Paryżu. Zajął się grafiką, tworząc prace ekspresyjne, w tym również satyryczne. W 1936 stworzył cykl graficzny na temat hiszpańskiej wojny domowej. W 1938 za twórczość graficzną otrzymał Prix Blumenthal. Na początku lat 40. XX w. zaczął rzeźbić. Pod wpływem przyjaźni z Pablem Picassem poświęcił się wyłącznie rzeźbiarstwu. Picasso pozostawił mu swoją pracownię przy Rue des Grands-Augustins w Paryżu.
W 1945 był jednym ze współzałożycieli Salonu de Mai. Od 1959 był profesorem rzeźby w paryskiej École des Beaux-Arts.

## Twórczość
Jego styl charakteryzował się prostotą i monumentalizmem, w połowie lat 40. przekształcony w zgeometryzowane, dynamiczne formy abstrakcyjne. Wśród jego ważniejszych dzieł znajdują się m.in. Wielki akt (1949), Pomnik więźnia politycznego (1952) oraz Latarnia umarłych (1957–1958) – pomnik poświęcony pamięci ofiar obozu w Oświęcimiu.
Adam zajmował się też medalierstwem, projektował tkaniny artystyczne, nadal uprawiał grafikę i wykonywał ilustracje książkowe, m.in. cykl do Les Chimères Gérarda de Nerval (1947–1949).